# Fenriz

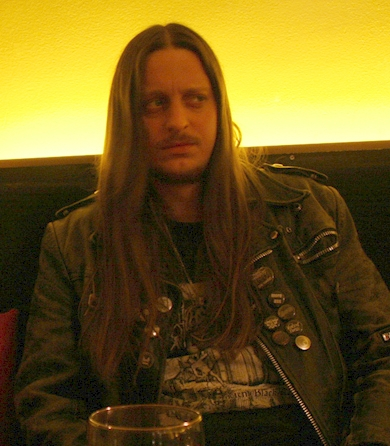
Fenriz im Jahr 2005

Fenriz (* 28. November 1971 in Oslo als Leif Nagell; bürgerlich Gylve Fenris Nagell) ist ein norwegischer Musiker und Politiker, der insbesondere als Schlagzeuger und Texter der Zwei-Mann-Band Darkthrone bekannt ist. Er ist ein überaus produktiver Musiker, der schon bei zahlreichen Bands Mitglied war, Soloauftritte absolvierte und an zahlreichen anderen, Musik-Genres überspannenden Projekten teilgenommen hat.

## Leben
Zum ersten Mal kam Fenriz im Alter von drei Jahren mit Heavy Metal in Berührung, als er zu seinem Geburtstag das Album Sweet Freedom von der Band Uriah Heep bekam. Später interessierte er sich mehr und mehr für Rock- und Metal-Bands wie z. B. The Doors und Metallica. Seit 1986 ist er auch Liebhaber der Musik von Bathory.
Im selben Jahr wurde die Band Darkthrone gegründet; zunächst konnte die Band Fenriz zufolge nicht einmal ihre Instrumente spielen, entwickelte sich aber zu einer technisch versierten Death-Metal-Band. Zur selben Zeit war Fenriz auch Mitglied in der Band Valhall, welche in seinem Keller probte. 1989 startete er das Soloprojekt Isengard, das sich zunächst am Death Metal orientierte. Gegen Ende 1989 stieß er auf einer Kompilation auf ein Lied der ungarischen Band Tormentor, von dem er begeistert war und durch die er den Metal in einem neuen Licht sah; zu jener Zeit war der Untergrund vom Death Metal dominiert und seiner Meinung nach eher uninteressant. Zunächst spielte Darkthrone weiterhin Death Metal, nachdem aber auch die anderen Bandmitglieder mit Ausnahme des Bassisten Dag Nilsen sich zunehmend für den Klang von Bathory und Celtic Frost interessierten, wandte die Band sich 1991 aufgrund dieser musikalischen Interessen und des Einflusses von Euronymous dem Black Metal zu und prägte diesen entscheidend. Zu dieser Zeit nahm Nagell auch das Pseudonym Fenriz an. Im selben Jahr verließ Fenriz Valhall, um sich mehr auf Darkthrone zu konzentrieren. 1992 nahm er sein Pseudonym in der Schreibweise Fenris als Teil seines bürgerlichen Namens an. Fenriz gründete das Ambient-Projekt Neptune Towers und wirkte 1995 am Projekt Storm von Satyricon-Sänger Satyr mit; außerdem half er als Perkussionist bei Vortebekk Spaceband aus. Seit 1995 konzentriert sich Fenriz auf Darkthrone, deren Musik sich seit 2006 zwischen Punk und Heavy Metal bewegt, und stellte alle Soloprojekte ein. Er tritt nur noch gelegentlich als Gastmusiker in Erscheinung.
Fenriz spielte zusammen mit Phil Anselmo von Pantera, Satyr, Maniac von Mayhem und Killjoy von Necrophagia in einem Projekt namens Eibon, ist allerdings mit Satyr zerstritten und daher bei einer möglichen Fortführung des Projekts nicht dabei.
Fenriz arbeitet als DJ, lebt zurzeit in Oslo und hat zusammen mit Nocturno Culto ein Label unter dem Namen Tyrant Syndicate Productions, welches ein Sub-Label von Peaceville Records ist. 2004 brachte Fenriz ein Kompilationsalbum in Zusammenarbeit mit Peaceville auf den Markt, das den Titel Fenriz Presents… The Best of Old-School Black Metal trägt und von ihm ausgewählte Musikstücke von Bands wie Celtic Frost, Hellhammer, Blasphemy und Burzum enthält. 2009 erschien die Kompilation Trapped Under Vice, die sich zwischen Black-, Death- und Thrash Metal bewegt.
Daneben schreibt er auch Rezensionen und Kolumnen bevorzugt jedoch die Arbeit an Darkthrones Myspace-Weblog, in dem er jede Woche eine neue Band empfiehlt, gegenüber dem regelmäßigen Schreiben von Kolumnen. Im September 2016 endete eine Bewerbung für den Gemeinderat seiner Heimatgemeinde Oppegård erfolgreich. Fenriz wurde angefragt, ließ sich für sein Wahlplakat mit einer Katze fotografieren und als Bildunterschrift „Bitte wählt mich nicht.“ angeben. Er saß anschließend bis 2019 für die Partei Venstre als stellvertretendes Mitglied im Gemeinderat.

## Diskografie

### Bei fester Mitgliedschaft
mit Darkthrone
- siehe Darkthrone#Diskografie

mit Isengard
- siehe Isengard (norwegische Band)#Diskografie

mit Neptune Towers
- 1994: Caravans to Empire Algol
- 1995: Transmissions from Empire Algol

mit Dødheimsgard
- 1995: Kronet til konge

mit Storm
- siehe Storm (Band)#Diskografie

mit Valhall
- 1995: Moonstoned
- 1997: Heading for Mars

mit Eibon
- 2000: Mirror Soul Jesus auf Moonfog 2000 – A Different Perspective

mit Aura Noir
- 2000: Increased Damnation (Gesang)
- 2004: The Merciless (Gesang)

mit Fenriz’ Red Planet
- 2008: Engangsgrill (Split mit Nattefrost)

### Als Gastmusiker
mit Satyricon
- 1996: Nemesis Divina (Text zu Du som hater gud)
- 1998: Rebel Extravaganza (Perkussion bei Havoc Vulture und Prime Evil Renaissance)

mit Ulver
- 1998: Themes from William Blake’s The Marriage of Heaven and Hell (Gesang bei A Song of Liberty Plates 25-27)

mit Red Harvest
- 2000: Cold Dark Matter (zusätzlicher Gesang bei Absolut Dunkel:heit)

mit Thorns
- 2000: You That Mingle May auf Moonfog 2000 – A Different Perspective

mit Cadaver Inc
- 2001: Discipline (zusätzlicher Gesang bei Rupture)

mit Audiopain
- 2002: Revel in Desecration (Text zu Infuriation Scalp)

mit Trashcan Darlings
- 2002: Episode 1: The Lipstick Menace (zusätzlicher Gesang bei Dehumanizer)

mit code
- 2005: Nouveau Gloaming (Text zu The Cotton Optic)

### Von Fenriz erstellte Kompilationen
- 2004: Fenriz Presents… The Best of Old-School Black Metal
- 2009: Fenriz Presents… Trapped Under Vice, Vol. I
- 2009: Fenriz Presents… Trapped Under Vice, Vol. II